# Hôtel de Rohan

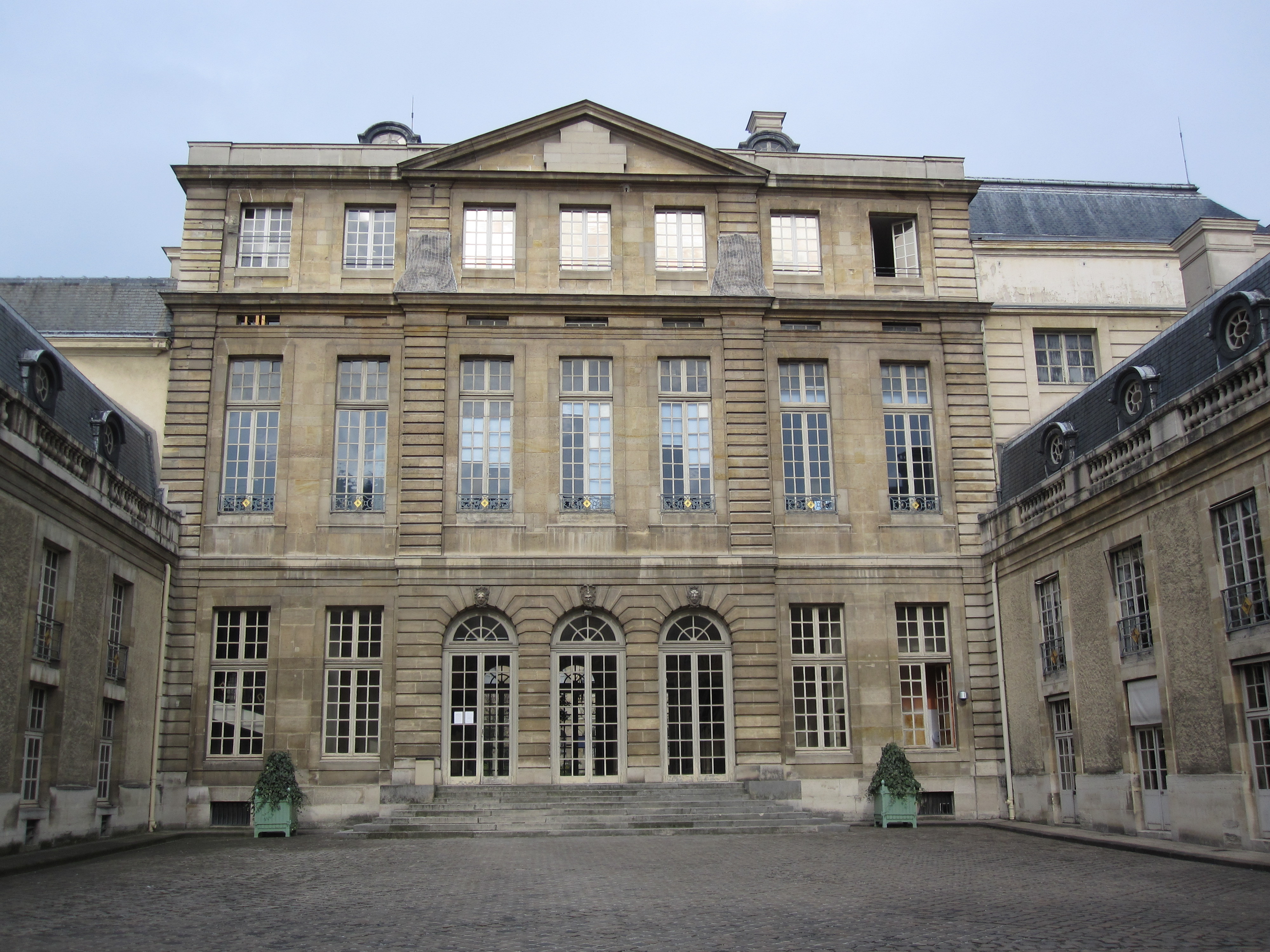
Hôtel de Rohan (Paris)

Das barocke Stadtpalais Hôtel de Rohan in Paris wurde ab 1705 vom Architekten Pierre Alexis Delamair für die Familie Rohan gebaut. Heute beherbergt es zusammen mit dem Hôtel de Soubise einen Teil der französischen Archives nationales.
Die wesentlichen Teile des Hôtel de Rohan sind:
- eine klassische Monumentalfassade mit Kolonnaden und Pilastern
- die ehemaligen Stallungen, deren Tor von einem Basrelief überspannt wird, den „chevaux du soleil“ von Robert Le Lorrain
- eine monumentale Treppe
- ein Ensemble von Holzvertäfelungen („cabinet aux singes“) aus dem Jahr 1750 mit dem Thema Reise und Exotik.

Das Hôtel de Rohan ist zu unterscheiden vom Hôtel de Rohan-Guéméné, Place des Vosges Nr. 6, im Pariser 4. Arrondissement, in dem Victor Hugo von 1832 bis 1848 ein Appartement bewohnte.